# 5886 Rutger
5886 Rutger este un asteroid din centura principală de asteroizi.

## Descriere
5886 Rutger este un asteroid din centura principală de asteroizi. A fost descoperit pe 13 iunie 1975 la El Leoncito la Observatorul Félix Aguilar. El prezintă o orbită caracterizată de o semiaxă mare de 3,02 ua, o excentricitate de 0,10 și o înclinație de 11,5° în raport cu ecliptica.